# Mikołaj Cześnik
Mikołaj Aleksander Cześnik – polski politolog, doktor habilitowany nauk społecznych, profesor SWPS Uniwersytetu Humanistycznospołecznego. Jego specjalności naukowe to badania wyborcze i zachowania wyborcze.

## Życiorys
W 2006 na podstawie napisanej pod kierunkiem Jacka Wasilewskiego rozprawy pt. Uczestnictwo wyborcze w III RP w perspektywie porównawczej uzyskał w Instytucie Studiów Politycznych Polskiej Akademii Nauk stopień naukowy doktora humanistycznych dyscyplina: nauki o polityce specjalność: badania wyborcze. Tam też na podstawie dorobku naukowego oraz jednotematycznego cyklu artykułów dotyczących dynamiki uczestnictwa wyborczego w Polsce (pod roboczym tytułem „O dynamice uczestnictwa wyborczego w Polsce. Wybrane aspekty zagadnienia”) nadano mu w 2013 stopień naukowy doktora habilitowanego nauk społecznych dyscyplina: nauki o polityce specjalność: zachowania wyborcze.
Był adiunktem w Instytucie Studiów Politycznych Polskiej Akademii Nauk. Został adiunktem, a później profesorem nadzwyczajnym w SWPS Uniwersytecie Humanistycznospołecznym w Warszawie w Wydziale Nauk Humanistycznych i Społecznych w Instytucie Nauk Społecznych oraz dyrektorem tego instytutu.